# Скоморохово (Новоржевский район)
Скоморохово — деревня в Новоржевском районе Псковской области России. Входит в состав Вехнянской волости.
Располагается на возвышенности в лесистой местности на левом берегу реки Сороть, примерно в 12 км к северо-западу от Новоржева и в 95 км к юго-востоку от Пскова.
По состоянию на 2019 год постоянного населения нет. На лето приезжают дачники из Санкт-Петербурга, Мурманска, Пскова.
| 2001 | 2002 | 2010 |
| ---- | ---- | ---- |
| 2    | ↘0   | →0   |

## История
Деревня была основана в конце XVIII века и просуществовала до XXI века.
При оккупации Псковской области деревня была практически полностью сожжена а местные жители угнаны в концентрационные лагеря расположенным в городе Выбор (Псковской области).
После войны вернулись сельчане вернулись в деревню и восстановили «дома на старых печинах».
В 1970-х годах насчитывалось около 15 домов.